# NECOM House
El NECOM House (anteriormente NITEL Tower y antes de eso, NET Building) es un rascacielos de 32 plantas y 158,5 metros de altura ubicado en Lagos. Es el edificio más alto de Nigeria y fue el más alto de África Occidental en el momento de su finalización.

## Historia y características
Fue completado en 1979 y alberga la sede de NITEL, la principal compañía telefónica del país. Está construido principalmente de hormigón, y la torre de telecomunicaciones en la parte superior sirve de faro para el puerto de Lagos.
El edificio ha sufrido dos incendios desde que fue construido; uno en 1983, que provocó daños considerables a la torre y el otro en 2015, que afectó a la parte superior.